# Nom IUPAC preferit
En la nomenclatura química, un nom IUPAC preferit és un nom únic, assignat a una substància química i preferit entre els possibles noms generats per la nomenclatura de la IUPAC. La "nomenclatura IUPAC preferit" ofereix un conjunt de regles per triar entre múltiples possibilitats en situacions en què és important decidir sobre un nom únic. Està dissenyat per ser utilitzat en situacions legals i reglamentàries.
Actualment, els noms de la IUPAC preferits s'escriuen només per a una part dels compostos orgànics. Les regles per als compostos orgànics i inorgànics restants encara estan en desenvolupament. Els "Preferred names in the nomenclature of organic compounds" ("Noms preferits en la nomenclatura de compostos orgànics") (Projecte de 7 d'octubre de 2004) substitueix dues antigues publicacions: La "Nomenclature of Organic Chemistry" ("Nomenclatura de Química Orgànica"), 1979 (el Llibre blau) i la "A Guide to IUPAC Nomenclature of Organic Compounds, Recommendations 1993" ("Guia per a la Nomenclatura IUPAC de Compostos Orgànics, Recomanacions 1993)". A maig de 2010, aquests projectes de recomanacions encara no han obtingut l'aprovació formal.